# エレーヌ・ド・ブルゴーニュ
エレーヌ・ド・ブルゴーニュ（フランス語：Hélène de Bourgogne, 1080年ごろ - 1141年2月28日）は、ブルゴーニュ公ウード1世とシビーユ・ド・ブルゴーニュの娘。

## 生涯
1095年6月にベルトラン・ド・トゥールーズと結婚し、1男が生まれた。
- ポンス（1098年頃 - 1137年）[注釈 1][1] - トリポリ伯

1105年にベルトランはトゥールーズ伯位を継承し、1108年には父が持っていたトリポリ伯の権利を主張するためウトラメールに向けて旅立った。エレーヌはこの遠征に従い、1109年にベルトランはトリポリを手に入れた。その後まもなくして、従兄弟ギヨーム・ジュルダンが怪我がもとで死去し、これによりベルトランのトリポリに対する主張は議論の余地がなくなった。
ベルトランは1112年に死去し、息子ポンスがトリポリ伯位を継承した。エレーヌはフランスに戻り、1115年にポンチュー伯ギヨーム3世と再婚した。2人の間には11子が生まれた。
- ギー2世（1120年頃 - 1147年） - ポンチュー伯
- ギヨーム（1166年以降没）
- ロベール
- ロベール・ド・ガレンヌ（1171年以降没） - 修道士
- ギヨーム
- アンゲラン
- アンゲラン
- マビーユ
- ジャン1世（1191年没） - アランソン伯
- クレマンス（1189年以前没） - マイエンヌ領主ジュエル2世（フランス語版）と結婚
- フィリッパ（1149年以前没）
- エレーヌ（アデル、1174年10月10日没） - 3代サリー伯ウィリアム・ド・ワーレンと結婚、初代ソールズベリー伯パトリックと再婚。

エレーヌは1141年2月28日にヌフシャテル＝アン＝ソスノワのペルセーニュ修道院で死去した。